# آیومو موراسه
آیومو موراسه (به انگلیسی: Ayumu Murase؛ زادهٔ ۱۴ دسامبر ۱۹۸۸) بازیگر و صدا پیشهٔ اهل ژاپن است. وی از سال ۲۰۱۱ میلادی تاکنون مشغول فعالیت بوده‌است.